# 硬件验证语言
硬件验证语言（英語：hardware verification language, 缩写为 ）是一种用硬件描述语言（HDL）编写、用于电子电路设计验证的编程语言。硬件验证语言通常具有类似C++或Java这样高级语言的特点，同时又提供硬件描述语言那样的位运算功能。许多硬件验证语言能够生成带约束的随机激励，并提供了功能覆盖结构，来辅助设计人员进行复杂的硬件验证。
SystemVerilog、OpenVera和SystemC是最常用的硬件验证语言。其中，SystemVerilog更是将硬件描述语言与硬件验证语言合并到单一标准。